# Nitrofoska
Nitrofoska – wieloskładnikowy nawóz mineralny typu NPK zawierający azot, fosfor i potas w postaci przyswajalnej przez rośliny. 
Otrzymywany jest ten nawóz zwykle przez zmieszanie nitrofosu z solami potasowymi, najczęściej solą potasową jest chlorek potasu.
W Polsce nitrofoska nie jest produkowana.